# Patrik (helgon)

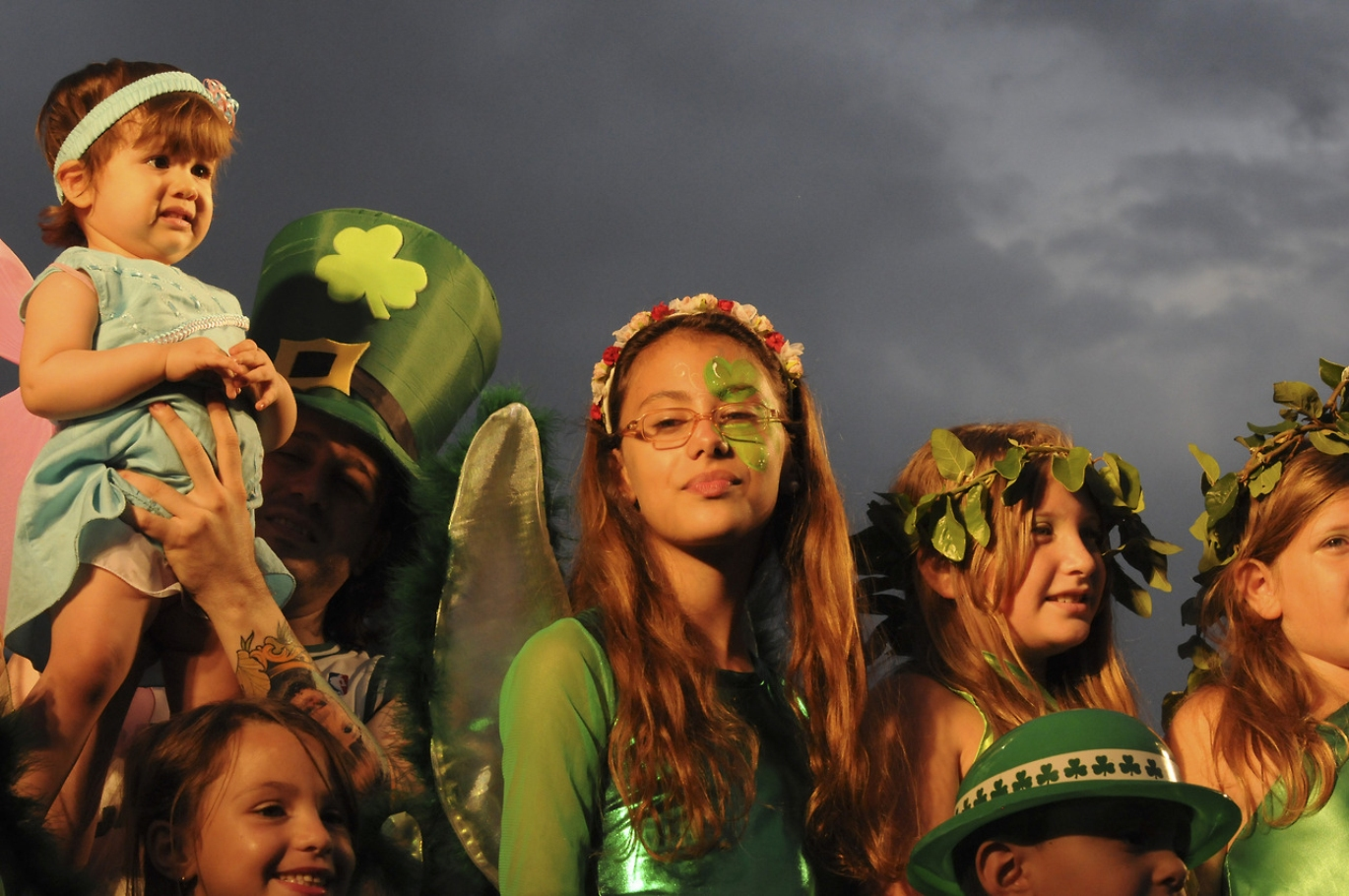
Saint Patrick’s Day, Buenos Aires (Argentina).

Patrik (engelska: Patrick, iriska: Pádraig, latin: Patricius), född på 300- eller 400-talet någonstans längs den brittiska västkusten, död 17 mars troligen 461 vid Saul nära Downpatrick i Nordirland, är Irlands skyddshelgon. Hans minnesdag firas den 17 mars.

## Biografi
Patrik föddes omkring år 387 och avled 17 mars 461. Uppgifter i den egna självbiografin Confessio antyder att han föddes år 390 men enligt andra uppgifter var några av hans lärjungar ännu i livet på 500-talet. Enligt en tolkning kom Patrik till Irland år 456 och dog där omkring år 490 men det etablerade dödsåret är 461.
Hans far skall, enligt hans egna uppgifter, varit en romanobrittisk präst och diakon som hette Calpornius. Hans mor skall enligt traditionen ha tillhört en keltisk överklassfamilj, även om Patrik inte nämner något om detta i sin självbiografi. Vid sexton års ålder skall han och två systrar ha blivit kidnappade av irländska pirater och såld som slav till en irländsk hövding. Under fångenskapen, som varade tills han var tjugotvå år gammal, blev han starkt religiös.
Efter att ha flytt ur slaveriet studerade han troligen vid ett kloster i Lérins, strax söder om Cannes, nuvarande Frankrike. Därefter studerade han till präst, osäkert var. Han blev prästvigd i Auxerre, möjligen omkring 417 och kom att tillbringa tiden fram till 431 där.

## Missionsarbete
Patrik blev missionär och reste till Irland. Det fanns motståndare till Patriks utnämning och han kom därför inte till Irland förrän några år senare. Det är även oklart om Patrik hade utnämnts till biskop, en nödvändighet för att han själv under missionsarbetet skulle kunna utnämna andra till präster. Confessiones tillkom som ett försvar inför en kyrklig domstol mot anklagelser om att han falskeligen skulle påstått sig vara biskop och att han rest till Irland för att missionera utan tillstånd.
Den första hövding han mötte hette Dichu. Han byggde en lada som gåva till Patrik och senare även ett kloster och en kyrka. Han grundlade staden Armagh i nuvarande Nordirland, och skapade ett biskopssäte där. Troligen valde han platsen på grund av att han kunde åtnjuta skydd där av en stark kung. Han indelade ön i stift och uppmuntrade irländarna att bli munkar. Hans mest omfattande mission skedde i Ulster och Connacht, områden där det tidigare inte förekommit någon mission. Hans verksamhet skedde dock över hela ön. Även om det förekommit tidigare kristen mission på Irland så var Patrik betydligt mer framgångsrik än sina föregångare.
Orten Saul (iriska Sabhall, vilket betyder ’lada’) där han senare dog är också berömd för legenden att han förklarade den kristna treenighetsläran för sina lärjungar genom att visa den irländska treklöverns (shamrock) tre blad som egentligen är ett. Saul ligger tre kilometer utanför staden Downpatrick (Dun Phádraig, ’Patriks borg’), den stad där han gravsattes.
Han förstörde ett religiöst monument tillägnad den keltiska guden Crom Cruach i Leitrim i den nordvästra delen av ön. Han kämpade mot slaveriet och den första säkra kristna texten från Brittiska öarna är en text där han klagar på en general som tagit slavar och dödat kristna irer.
Enligt legenden skall han ha drivit ut ormarna ur Irland, men det är tveksamt om det ska tolkas bokstavligt; det kan till exempel syfta på att han drev bort druidismen.